# مارك بيدفورد
مارك بيدفورد (بالإنجليزية: Mark Bedford)‏ هو عازف قيثارة بريطاني، ولد في 24 أغسطس 1961 في لندن في المملكة المتحدة.

## وصلات خارجية
- مارك بيدفورد على موقع IMDb (الإنجليزية)
- مارك بيدفورد على موقع ميوزك برينز (الإنجليزية)
- مارك بيدفورد على موقع أول ميوزيك (الإنجليزية)
- مارك بيدفورد على موقع أول ميوزيك (الإنجليزية)
- مارك بيدفورد على موقع ديسكوغز (الإنجليزية)
- مارك بيدفورد على موقع قاعدة بيانات الفيلم (الإنجليزية)